# Мутихин, Валентин Иванович
Валентин Иванович Мутихин — советский кораблестроитель, главный конструктор корабельного проекта 1164 («Атлант»).

## Биография
После ухода на пенсию главного конструктора Северного ПКБ А. К. Перькова, основные заботы по проектированию «Атланта» легли на плечи заместителя главного конструктора В. И. Мутихина, ставшего, таким образом, главным конструктором проекта 1164 — советских ракетных крейсеров.
В настоящее время два крейсера этого проекта находятся в составе ВМФ России:
- «Маршал Устинов» входит в состав Северного флота,
- «Варяг» — флагман Тихоокеанского флота.

В 2001 году военно-морскими силами Вьетнама был принят на вооружение патрульный корабль проекта ФГУП «Северное ПКБ» — ПС-500 (главный конструктор В. И. Мутихин).

## Награды
- Лауреат Государственной премии СССР.[3]